# Centropa

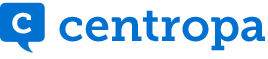
Seit 2013 das neue Logo des Vereins

Centropa ist der Internetname des in Österreich eingetragenen Vereins Zentrum zur Erforschung und Dokumentation jüdischen Lebens in Ost- und Mitteleuropa und bezeichnet das englisch-, deutsch- und ungarischsprachige Webportal des Vereins. Neben dem Wiener Hauptbüro unterhält Centropa ebenfalls Büros in Budapest, Hamburg und Washington D.C.
In Centropas Hauptbüro in Wien arbeitet ein internationales Team von Historikern, Filmemachern, Journalisten und Pädagogen daran, die jüdische Geschichte des 20. Jahrhunderts in Zentral- und Osteuropa, der ehemaligen Sowjetunion, des Balkans und der Baltischen Staaten anhand von Zeitzeugenberichten zu bewahren und zu vermitteln.
Basierend auf diesem Online-Archiv erarbeitet Centropa in internationaler Kooperation mit Pädagogen und Multiplikatoren Unterrichtsmaterialien, die auf Centropas Webseite frei verfügbar sind. In regelmäßig stattfindenden Schulungsseminaren werden Lehrer im Umgang mit diesen Materialien geschult und um Feedback zur Qualitätssicherung gebeten.

## Geschichte

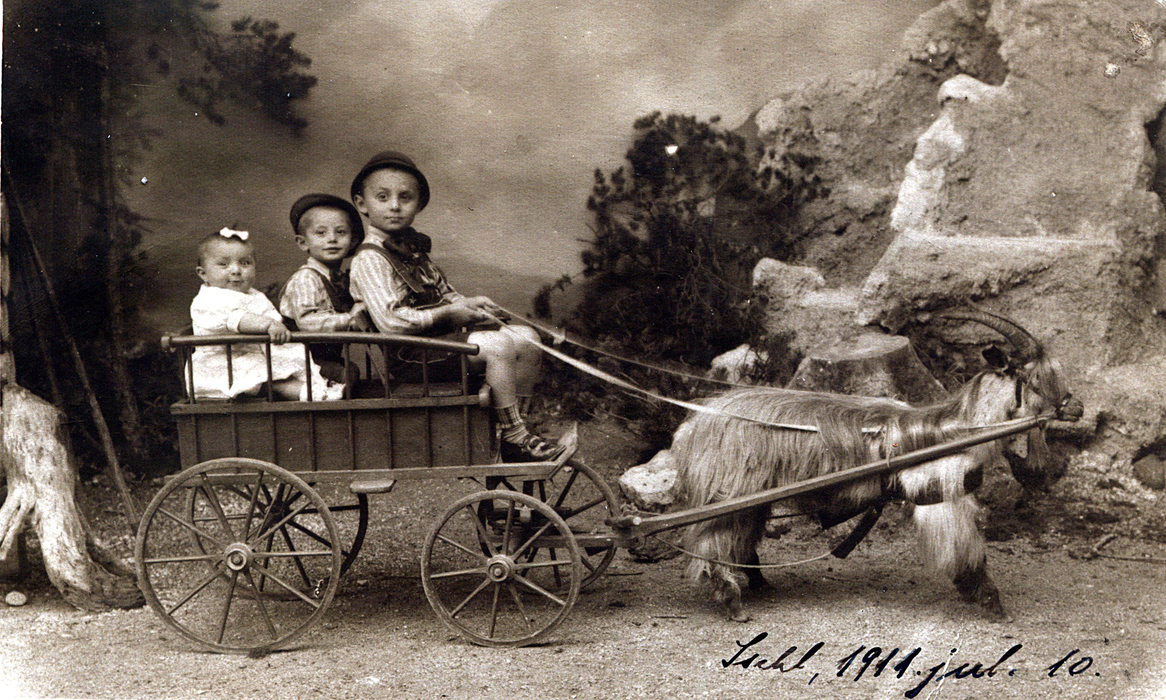
Pal und Erno Friedmann machen Ferien in Bad Ischl, 1911

Das Konzept eines online Archivs jüdischer Erinnerung entstand, als Edward Serotta, Direktor von Centropa, während seiner Recherche für eine ABC Nightline Reportage in Rumänien eine Truhe mit vergilbten Bildern gereicht bekam. Die Mitglieder der jüdischen Gemeinde nannten die Truhe „Die Bibliothek der verlorenen Bilder“, da sich niemand mehr an die Personen in den Bildern erinnern konnte. Fest entschlossen, dem entgegenzuwirken, fand Edward Serotta zwei ungarisch-jüdische Historikerinnen, die ebenfalls alles daran setzen wollten, die Geschichten ihrer Großeltern zu bewahren, um sie den eigenen Kindern weiterzugeben. So entstand die Idee, ein Archiv zu gründen, das nicht nur den Holocaust, sondern die Gesamtheit des jüdischen Lebens im 20. Jahrhundert dokumentieren und so jüdische Erinnerungen bewahren soll.
Das Projekt Jüdische Zeugen eines europäischen Jahrhunderts wurde zwischen 2000 und 2008 durchgeführt. Immer präsent war dabei das Gefühl, dass einem die Zeit davonläuft; dazu Edward Serotta: „Zwanzig Jahre zuvor hatte es noch nicht die dafür nötige Technologie gegeben, und in zwanzig Jahren werden die meisten jener Personen, die ihre Geschichten mit uns teilten, nicht mehr unter uns sein.“
Inzwischen umfasst das Archiv mehr als 1.200 digitalisierte Lebensgeschichten und knapp 24.000 Familienfotos. Europaweit wurden Interviews geführt und Familienfotos gesammelt und digitalisiert. Zu jedem Bild gibt es eine Geschichte; es wurde ausführlich nach den Vorfahren, ihren Berufen, Schulen und vor allem nach dem alltäglichen Leben und der Welt ihrer Kindheit gefragt. Obwohl auch die Erfahrungen während des Holocausts aufgezeichnet werden, liegt das Hauptaugenmerk auf der Zeit vor und nach dem Zweiten Weltkrieg.
Die gesammelten Fotos und Geschichten wurden nach Schlagwörtern geordnet und in einer Online-Datenbank veröffentlicht, die weltweit verfügbar ist.

## Centropa Bildungsprogramm
Seit 2007 arbeitet Centropa gemeinsam mit Pädagogen an einem multimedialen Bildungsprogramm für Schulen in Europa, den USA und Israel. Um die im Online-Archiv gesammelten Materialien für Schüler attraktiver aufzubereiten, hat Centropa einige der spannendsten Interviews als kurze Lehrfilmen aufbereitet. Aktuell (Stand 2018) werden auf Centropas Webseite über 50 dieser biografischen Kurzfilme über jüdisch-europäische Familiengeschichten des 20. Jahrhunderts frei zur Verfügung gestellt. Zu jedem Film gibt es Online Study Guides, die ebenfalls kostenlos verfügbar sind.
Darüber hinaus gibt es unter der Rubrik „Border Jumping“ eine interaktive Projektseite für Schülern, wo Schulklassen ihre eigenen Projekte – Fotos, Videos, Powerpoint-Präsentationen und Texte – miteinander teilen können. Mittlerweile sind mehr als 300 Lehrer (aus den USA, Deutschland, Österreich, Ungarn, Litauen, Schweden, Finnland, Rumänien, Bulgarien, Kroatien, Bosnien, Serbien, Mazedonien, der Tschechischen Republik, der Slowakei, der Türkei, und Israel) Teil des Centropa-Schulnetzwerks.

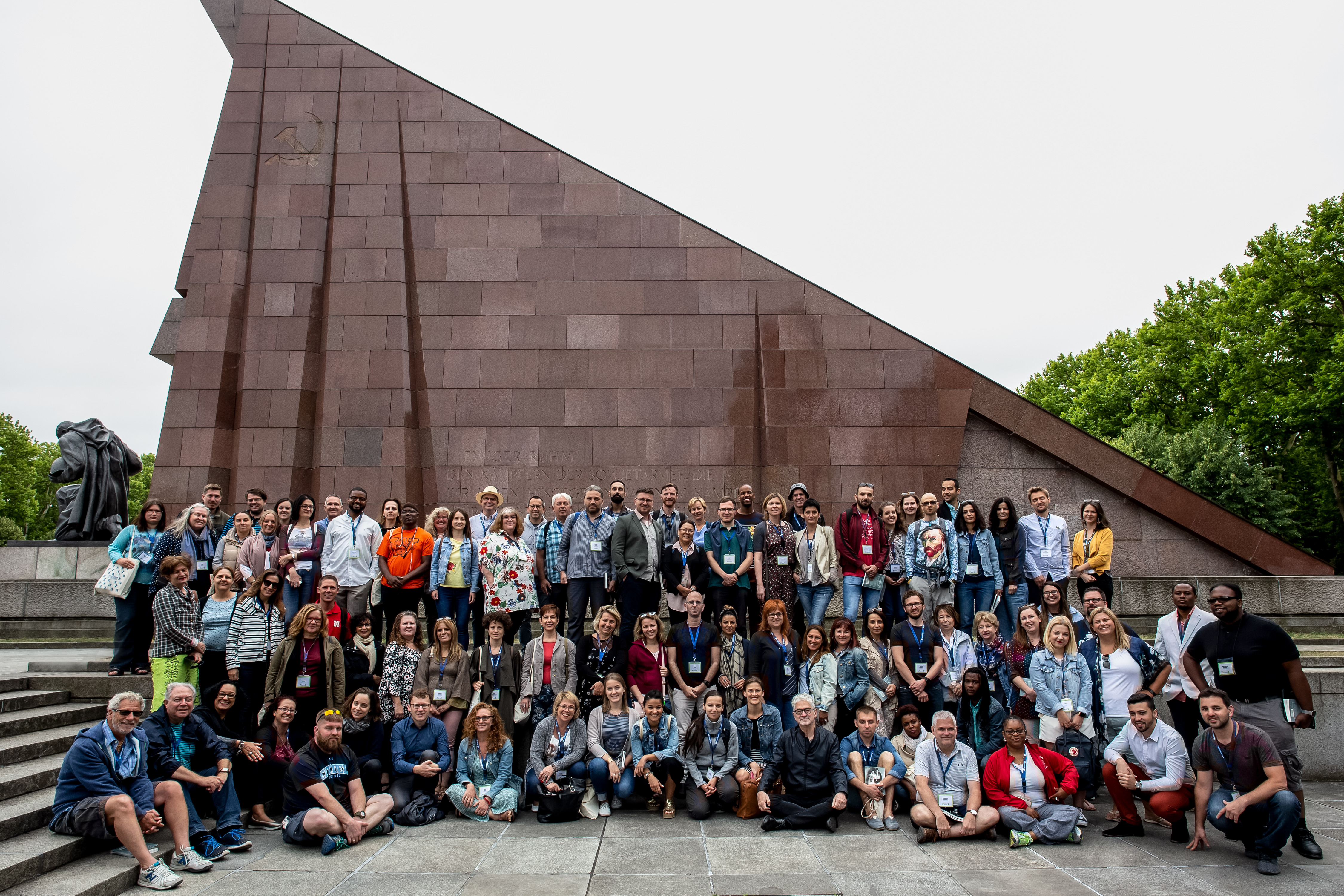
Die Sommerakademie 2018

Zur Gestaltung von Lehrmaterialien bringt Centropa Pädagogen im Rahmen von regionalen Schulungsseminaren in Europa, Israel und den USA an einen Tisch. Gemeinsam werden jüdische Stätten besucht, um ein besseres Verständnis der regionalen jüdischen Geschichte zu vermitteln.
Der transnationale Ansatz dieser Bildungsprogramme spiegelt sich auch bei dem Centropa-Projekt Trans.History wider, das interdisziplinäre Bildungsprogramme für Pädagogen, Jugendliche und NGO-Akteure aus der Ukraine und der Republik Moldau anbietet und zusätzlich eine Austauschplattform mit deutschen Pädagogen darstellt.
Neben diesen Bildungsprogrammen, die aus Seminaren und Workshops bestehen, bietet Centropa auch eine Plattform zur Vernetzung für jüdische Schulen in Europa an, die sich Centropa Jewish Network (CJN) nennt.
Einmal jährlich findet die Sommerakademie statt, bei der sich Pädagogen, Direktoren und pädagogische Multiplikatoren aus allen Partnerländern treffen und miteinander Unterrichtsmaterialien und Partnerschaften entwickeln.

## Ausstellungen
Seit 2005 entwickelt Centropa auch Wanderausstellungen mit verschiedenen thematischen und geografischen Schwerpunkten. Im Rahmen dieser Ausstellungen werden Fotos und Geschichten aus Centropas Archiv mit historischen Kartenmaterialien und Texten verbunden.

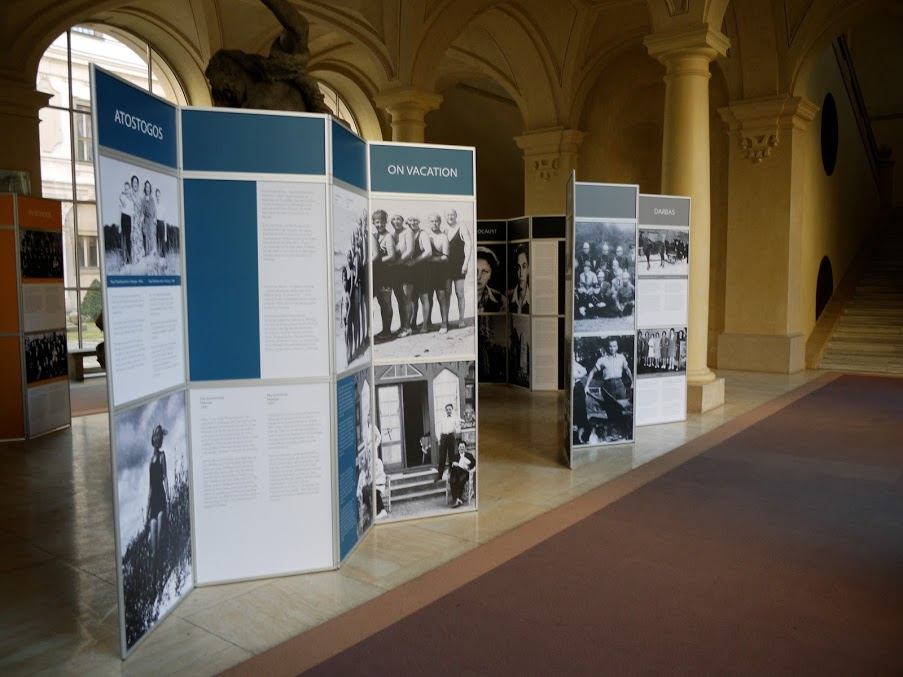
Diese Schauwände sind Bestandteil der Ausstellung in Litauen (November 2012)

Die Ausstellungen werden so konzipiert, dass sie leicht transportiert und aufgebaut werden können. So wird sichergestellt, dass interessierte Schulen, Bibliotheken, Kulturzentren etc. die Ausstellung ohne große Kosten anfordern, zeigen und verwenden können.
Bis jetzt gibt es Wanderausstellungen zu verschiedenen Aspekten der jüdischen Geschichte Litauens, der Tschechischen Republik, Ungarns, Spaniens, Bosniens und Herzegowinas, Österreichs, Polens und Rumäniens. 

## Filmografie
Alle Filme sind auf der Webseite von Centropa kostenlos verfügbar.
Dokumentarfilme
- Maps, Central Europe and History

- Survival in Sarajevo - Friendship in a Time of War
- The Krakow Slideshow
- Jewish Soldiers in the Austro-Hungarian Army

- El Otro Camino: 1942
- A Life not Lived - The Jews of the Mosel Valley
- The Ladino Ladies' Club
- Epilogue - The Ones I Lost
- Eliezer Papo - Jews, the Balkans & History
- Aunt Rosie's Kitchen
- Searching for Hope: The Sarajevo Haggadah
- Peter Ginz and the Boys of Vedem

Persönliche Geschichten
Österreich
- Herbert Lewin - Stories of my Life

- Leo Luster - The Past is Another Country

- Max Uri - Looking for Frieda, Finding Frieda

- Kitty and Otto Suschny - Only a Couple of Streets away from Each Other

- Kurt Brodmann - The Story of the Brodmann Family

- Lilli Tauber - A Suitcase full of Memories

Tschechien / Slowakei
- Jindrich Lion - My Escape from Prague
- Dagmar Lieblova - From Bohemia to Belsen...and back again
- Ernest Galpert - Growing up Religious
- Katarina Lofflerova - The Importance of a good Vacation

Deutschland
- Zahor - Remember
- Rosa Rosenstein - Living with History
- Erna Goldmann - From Frankfurt to Tel Aviv
- A Life not lived - The Jews of the Mosel Valley

Ungarn
- Introduction on Hungarian Jewish History
- Miksa Domonkos - The Mayor who worked in Hell
- Mariann Szamosi - The Women who taught me Everything

- Judit Kinszki - Love on a Paper Airplane
- Miklos Braun - The Wedding Photo
- Laszlo Nussbaum - Europe without Borders
- Jozsef Faludi - An Orthodox Childhood
- Panni Koltai - 3 Generations, 6 Weddings
- Piroska Hamos - Life on the Danube

Polen
- Teofila Silberring - So that Memory doesn't Die
- Mieczyslaw Weinryb - My Town of Zamosc
- The Krakow Slideshow

Rumänien
- Juci Scheiner - Love on a Motorcycle
- Aunt Rosie's Kitchen

Serbien
- Matilda Kalef - Three Promoses

Bosnien
- Hana Gasic - My Spanish Bosnian Life

Mazedonien
- Beno Ruso and Roza Kamhi: The Years make their Own

Bulgarien
- Leonita Arditi - An Actress looks Back
- Matilda Albuhaire - A Sephardic Family Story
- Larry and Rosa Anzhel - Married Twice in a Lifetime
- The History of Bulgarian Jewry during the Holocaust

Kroatien
- Rifka and Elvira - Coming of Age in a Time of War

Türkei
- Guler Orgun - A Turkish-Jewish-Muslime-Tale

Griechenland
- Renée Molho - A Bookstore in Six Chapters

Ukraine
- Haya-Lea Detikno - Surviving Stalin's Gulag
- Return to Rvine - A Holocaust Story
- Arnold Fabrikant - Jewish Soldier's Red Star
- The Bogoslav Slideshow

Moldau
- The Stroy of Ivan Barbul
- The Story of Tamara Koblik

Litauen
- The Centropa Lithuanian Slideshow
- Rana Malkhanova - A World Destroyed, a World to Remember

## Publikationen
- Wie wir gelebt haben: Wiener Juden erinnern sich an ihr 20. Jahrhundert, Tanja Eckstein (Hrsg.), Julia Kaldori (Hrsg.), Wien: Mandelbaum Verlag, 2008.
- To Begin Again: Jewish Life in Central and Eastern Europe since the fall of Communism in 1989, Ruth Ellen Gruber (Hrsg.), Centropa, 2009.
- Kinszki Imre 1901-1945. Fotográfiák / Photographs, Centropa: Vienna, 2009 / Vintage Galéria: Budapest, 2009. (online, PDF)
- The German Jewish Source Book, Centropa: Vienna, 2018.
- The Hungarian Jewish Source Book, Centropa: Vienna, 2017.
- Es war einmal in Wien, Centropa: Vienna, 2017.
- Stetl Stories: Lithuanian Jews remember the 20th Century, Centropa: Vienna 2016.
- The Polish Jewish Source Book, Centropa: Vienna/Washington, 2015.
- The Balkan Jewish Source Book, Centropa: Vienna/Washington, 2014.
- The Vienna Jewish Source Book, Centropa: Vienna, 2014.
- Vienna Stories: Viennese Jews remember the 20th century in words and pictures, Centropa: Vienna, 2013.

Kataloge zu Ausstellungen
- Bibliothek der geretteten Erinnerungen. Jüdische Familiengeschichten, Filme und Fotos aus den Centropa-Interviews in fünfzehn europäischen Ländern. Ein Projekt für Linz 2009 Kulturhauptstadt Europas, Wien: Donauforum Druck, 2009.
- Jewish Witness to a Romanian Century: Pictures and Stories from the Centropa Interviews, Sibiu 2007.
- The Library of Rescued Memories: Jewish family stories from the Centropa Interviews in fifteen European countries, 2009.
- The Library of Rescued Memories: Pictures and Stories from the Centropa Interviews in the Czech Republic, 2009.
- The Moldovan Jewish Family Album, 2017.
- The Ukrainian Jewish Family Album, 2017.
- The Lost Sephardic World, 2017.